# Glasmühlbach
Der Glasmühlbach ist ein linker Nebenbach der Wondreb im Landkreis Tirschenreuth in der Oberpfalz. Er zieht die geografische Grenze zwischen Reichsforst und dem bayerischen Teil des Kohlwalds im Fichtelgebirge.

## Quellbäche
Der Glasmühlbach hat drei kurze Quellbäche, die bei einigen Teichen südöstlich von Groppenheim bei Konnersreuth zusammenlaufen. Die höchste Quelle hat der Ast von Nordosten her, der auf etwa 574 m ü. NHN am Nordwesthang des Glasbergs im Münchenreuther Wald entspringt.

## Verlauf
Vom Zusammenfluss an läuft der Bach recht beständig in südöstliche Richtung, vorbei an der Ortschaft Wolfsbühl, der namengebenden Glasmühle und dem Bad Kondrauer Sauerbrunn und mündet südlich von Waldsassen bei der Ortschaft Kondrau in zuletzt östlicher Richtung etwas nördlich der Schupfenteiche in die hier nordwärts laufende Wondreb.

## Nutzung
Einige Teiche am Lauf werden befischt.

## Karten
- Amtliche Topographische Karte (ATK) 1:25.000 Nr. D14 Mitterteich und D15 Waldsassen des Landesamtes für Digitalisierung, Breitband und Vermessung Bayern
- Fritsch Wanderkarte 1:50.000 Fichtelgebirge-Steinwald